# Trichotarache assimilis
Trichotarache assimilis är en fjärilsart som beskrevs av Augustus Radcliffe Grote 1875. Trichotarache assimilis ingår i släktet Trichotarache och familjen nattflyn. Inga underarter finns listade i Catalogue of Life.